# Rainer Baasner
Rainer Baasner (* 5. Mai 1955 in Ludwigshafen am Rhein; † 23. Januar 2022 in Bonn) war  ein deutscher Germanist.

## Leben
Im Jahr 1974 absolvierte Rainer Baasner im belgischen Mons sein Abitur und studierte anschließend an der Universität Bonn Germanistik, Soziologie und Politikwissenschaften. Das Studium schloss er 1983 ab, als er mit einer Dissertation über Das Gemeindekind zum Doktor der Philosophie promoviert wurde. In diesem Jahr wurde er außerdem wissenschaftlicher Mitarbeiter an der Universität, im Folgejahr Hochschulassistent. Nachdem er 1990 an der Universität mit einer Schrift über Abraham Gotthelf Kästner für neue deutsche Literatur habilitiert worden war, wirkte er als Privatdozent.
Im folgenden Jahr erhielt Baasner von der deutschen Forschungsgemeinschaft das Heisenberg-Stipendium, woraufhin er 1992/1993 als Gastdozent an der Universität Hamburg tätig war. 1994 schließlich berief ihn die Universität Rostock zum Professor für neue deutsche Literatur. In den Jahren von 1999 bis 2002 fungierte er daneben als Geschäftsführer des Instituts für Multimedia, 2000/2001 und 2005 war er Geschäftsführer des Instituts für Germanistik. Ferner war er Mitglied der Lessing-Society. Die Professur in Rostock hatte Baasner bis 2008 inne.

## Werke
- Ebner-Eschenbachs „Gemeindekind“ (1984)
- Abraham Gotthelf Kästner, Aufklärer (1991)
- Lichtenberg – Das große Ganze (1992)
- Mit Maria Zens: Methoden und Modelle der Literaturwissenschaft: eine Einführung (1996)
- Epochen der deutschen Literatur (1998–2000)
- Mit Thomas Anz: Literaturkritik: Geschichte, Theorie, Praxis (2004)
- Methoden und Modelle der Literaturwissenschaft (dritte Auflage 2005)
- Einführung in die Literatur der Aufklärung (2006)